# Белькович (місячний кратер)
Кра́тер Белько́вич (лат. Belʹkovich) — великий метеоритний кратер у північно-західній частині Моря Гумбольдта на зворотному боці Місяця. Назва дана на честь радянського астронома Ігоря Володимировича Бельковича (1904—1949) та затверджена Міжнародним астрономічним союзом у 1964 році. Утворення кратера відбулось у нектарському періоді.

## Опис кратера

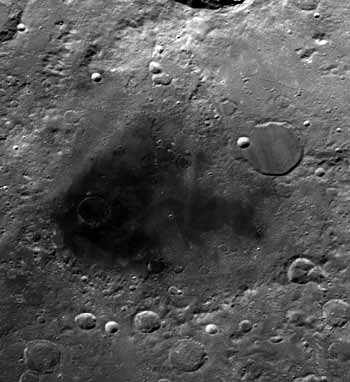
Темна пляма — Море Гумбольдта. Кратер Белькович знаходиться у правій верхній частині світлини

Північно-західну частину вала перекриває кратер Гайн, північно-східну частину вала — сателітний кратер Белькович K (див. нижче), південно-західну частину вала — сателітний кратер Белькович A. Селенографічні координати центра кратера 61°32′ пн. ш. 90°09′ сх. д. / 61.53° пн. ш. 90.15° сх. д., діаметр 215 км, глибина 2,8 км.
За час свого існування вал кратера значно зруйнувався і згладився, перетворившись на кільце пагорбів і піків, що оточують плоску рівнину. Середня висота вала над навколишньою місцевістю становить 2010 м. Північна і північно-східна частини чаші кратера є нерівними зі значною кількістю невеликих пагорбів. Південно-східна частина чаші кратера є також нерівною з великою кількістю невеликих кратерів, західна частина чаші є порівняно рівною. У центрі чаші кратера є декілька невеликих піків, один з яких має висоту 1000 м й, очевидно, є істинним центральним піком.
За рахунок лібрації Місяця кратер є періодично доступним для спостереження попри те, що знаходиться на зворотному боці.

## Сателітні кратери
| Белькович | Координати                                                | Діаметр, км |
| --------- | --------------------------------------------------------- | ----------- |
| A         | 58°39′ пн. ш. 87°25′ сх. д. / 58.65° пн. ш. 87.41° сх. д. | 57,3        |
| B         | 58°53′ пн. ш. 85°43′ сх. д. / 58.89° пн. ш. 85.71° сх. д. | 12,3        |
| K         | 63°38′ пн. ш. 93°37′ сх. д. / 63.63° пн. ш. 93.61° сх. д. | 47,0        |

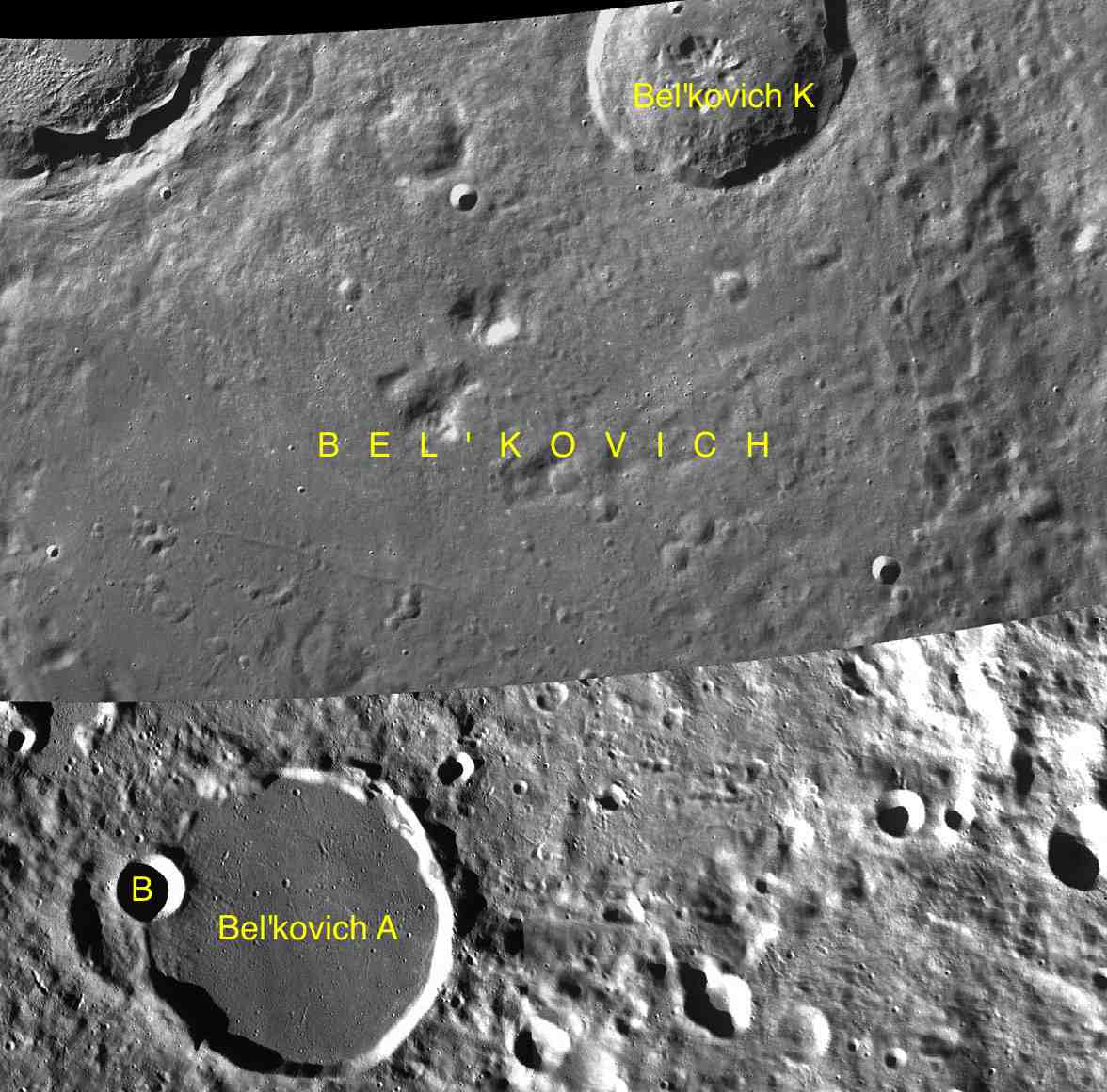
Фрагмент мапи LAC-15.

- Утворення сателітного кратера Белькович A належить до нектарського періоду[1].
- Утворення сателітного кратера Белькович K належить до коперниківського періоду[1].